# Alexander (Kansas)
Pour les articles homonymes, voir Alexander.
Alexander est une municipalité américaine située dans le comté de Rush au Kansas.
Lors du recensement de 2010, Alexander compte 65 habitants sur une superficie de 0,25 mille carré (0,65 km2).
Alexander est fondée en 1869 lors de l'ouverture d'un poste de traite par Alexander Harvey sur la route entre Fort Hays et Fort Dodge. Le Harvey's Ranch devient un bureau de poste en 1874, avec Harvey comme receveur des postes. Le bureau prend le prénom de Harvey comme nom. Lors de l'arrivée du Atchison, Topeka and Santa Fe Railway, le bourg se déplace à son emplacement actuel sur la rive sud de la Walnut Creek,.